# Linda Ševčíková
Linda Ševčíková (* 9. Juni 1998) ist eine tschechische Tennisspielerin.

## Karriere
Ševčíková spielt bislang vor allem Turniere der ITF Women’s World Tennis Tour, wo sie bislang einen Einzeltitel und sieben Titel im Doppel gewinnen konnte.
2022 erreichte sie als Qualifikantin die zweite Runde beim mit 15.000 US-Dollar dotierten Turnier in Bukarest im Juni und dem mit 25.000 US-Dollar dotierten Turnier in Brașov im August. Beim mit 25.000 US-Dollar dotierten ITF-Turnier in Kottingbrunn erreichte sie mit Partnerin Karolína Vlčková das Finale im Damendoppel, das die Paarung gegen Karolína Kubáňová und Ivana Šebestová mit 4:6 und 0:6 verloren.
In der tschechischen Liga spielte Ševčíková 2009 und 2010, sowie 2014 bis 2020 sowie 2022 für den ŽLTC Brno sowie 2011 bis 2013 für den TTK ESOX und 2021 für den TC Brno.

## Turniersiege

### Einzel
| Nr. | Datum           | Turnier | Kategorie | Belag | Finalgegnerin    | Ergebnis      |
| --- | --------------- | ------- | --------- | ----- | ---------------- | ------------- |
| 1.  | 25. August 2024 | Krakau  | ITF W15   | Sand  | Karolína Vlčková | 6:3, 2:6, 6:4 |

### Doppel
| Nr. | Datum              | Turnier       | Kategorie | Belag | Partnerin            | Finalgegnerinnen                         | Ergebnis         |
| --- | ------------------ | ------------- | --------- | ----- | -------------------- | ---------------------------------------- | ---------------- |
| 1.  | 17. September 2022 | Casablanca    | ITF W15   | Sand  | Ilinca Amariei       | Matilde Mariani Linda Salvi              | 4:6, 6:2, [10:5] |
| 2.  | 2. September 2023  | Brașov        | ITF W15   | Sand  | Simona Ogescu        | Nicole Fossa Huergo Julija Stamatowa     | 7:68, 7:5        |
| 3.  | 13. April 2024     | Antalya       | ITF W15   | Sand  | Karolína Vlčková     | Anastassija Solotarjowa Rada Solotarjowa | 6:3, 6:3         |
| 4.  | 18. Mai 2024       | Kranjska Gora | ITF W15   | Sand  | Ivana Šebestová      | Anastassija Kowaljowa Emily Welker       | 6:0, 2:6, [10:3] |
| 5.  | 24. August 2024    | Krakau        | ITF W15   | Sand  | Adrienn Nagy         | Salma Drugdová Ivana Šebestová           | 7:62, 6:3        |
| 6.  | 29. März 2025      | Alaminos      | ITF W15   | Sand  | Oana Georgeta Simion | Vlada Ekshibarova Anastassija Firman     | 7:5, 6:3         |
| 7.  | 2. August 2025     | Cluj-Napoca   | ITF W15   | Sand  | Oana Gavrilă         | Lavinia Tănăsie Patricia Maria Țig       | walkover         |